# Hamnvik
Hamnvik er en by og der er administrationscenter i Ibestad kommune i Troms og Finnmark fylke i Norge. Byen har 445 indbyggere pr. 1. januar 2012, og ligger på øen Rolla (Rolløya), som er en af de to øer kommunen består af; Den anden er Andørja, og Hamnvik ligger ved vestenden af Ibestadtunnelen der fører der til, med forbindelse videre fra Andørja til fastlandet via Mjøsundbroen.

## Stedet
I Hamnvik er der servicefunktioner og administrative funktioner som kommunens administration, lensmandskontor, læge, sygehjem, kirke og præst, fødevare- og andre butikker
Navnet Hamnvik kommer fra en vig lidt nedenfor det der i dag er byen. I denne vig etablerede Jens Bing Dons et handelssted i slutningen af 1700-tallet. Handelsstedet er nu under renovering og bruges i turistsamenhæng, med blandt andet servering af mad. Det har været i familiens eje frem til i dag, og er det fortsat. Det er et bevaret eksempel på et traditionelt nordnorsk handelssted. Stedet er bl.a. omtalt i Nils A. Ytrebergs bog om de nordnorske handelssteder.